# Robertas Tautkus
Robertas Tautkus (* 27. Januar 1963 in Kaunas) ist ein litauischer Fußballtrainer und ehemaliger Fußballspieler.

## Werdegang
Der Abwehrspieler begann seine Karriere beim FK Žalgiris Vilnius. Im Jahre 1981 stieß er zum Kader der ersten Mannschaft und schaffte in der folgenden Saison den Aufstieg in die Wysschaja Liga, der höchsten Fußballliga der Sowjetunion. Größter Erfolg war der dritte Platz in der Saison 1987, wodurch sich sein Verein für den UEFA-Pokal 1988/89 qualifizierte. Insgesamt kam Tautkus 88 Mal in der höchsten sowjetischen Spielklasse zum Einsatz, erzielte dabei aber keine Tore. Im Jahre 1990 wechselte Tautkus zum moldawischen Verein Zimbru Chișinău, ehe er sich im November 1991 dem deutschen Club FC Gütersloh aus der seinerzeit drittklassigen Oberliga Westfalen anschloss. Für die Gütersloher spielte er bis zum Ende der Saison 1992/93 21 Mal und blieb dabei ohne Torerfolg. Anschließend wechselte Robertas Tautkus zum westfälischen Landesligisten Teutonia Lippstadt, mit dem er in der folgenden Saison 1993/94 prompt in die Verbandsliga Westfalen aufstieg. Im Sommer 1995 kehrte Tautkus nach Litauen zurück und spielte noch vier Jahre für den Verein Lok Vilnius.
Zwischen 1990 und 1992 kam Robertas Tautkus viermal für die litauische Nationalmannschaft zum Einsatz und blieb ohne Torerfolg. Am 9. Oktober 1999 trainierte er die litauische Auswahl im Rahmen der Qualifikation für die Europameisterschaft 2000. Das Spiel in Schottland wurde mit 0:3 verloren.